# Fosfolipide
Een fosfolipide is een lipide dat bestaat uit een fosfaatgroep, een glycerolgroep, een alcoholgroep (bijvoorbeeld ethanolamine of glycerol) en twee lange koolstofstaarten, veelal vetzuurstaarten. Aan de fosfaatgroep kunnen verschillende soorten kleine moleculen met alcoholgroepen gebonden zijn, zoals ook serine of choline.

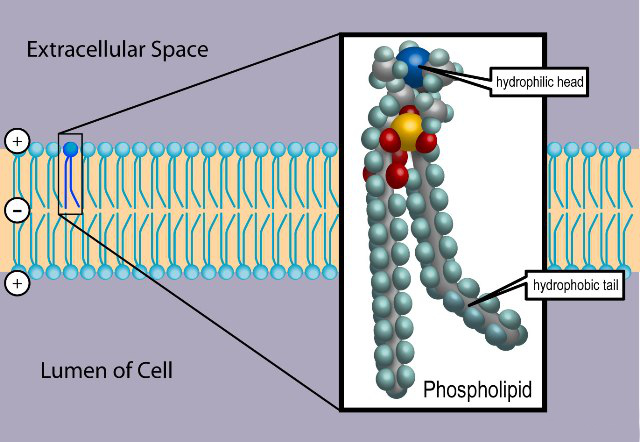
Fosfolipiden hebben een hydrofiele kop en een hydrofobe staart

Een fosfolipide heeft door zijn samenstelling een hydrofiele kop en een hydrofobe (dubbel gevorkte) staart. Een dergelijke molecuul wordt amfifiel genoemd: de hydrofiele kop wordt aangetrokken tot watermoleculen, en hydrofobe staart daarentegen door watermoleculen afgestoten. De fosfaatgroep is hydrofiel omwille van zijn polariteit.  
Fosfolipiden zijn structurele lipiden, wat wil zeggen dat het bouwelementen zijn in de cellen.  Ze komen voor in membranen van cellen. Een membraan bestaat uit een dubbele laag fosfolipiden, waarbij de hydrofobe staarten naar elkaar toe liggen in het midden en de hydrofiele koppen aan de twee oppervlaktelagen. In de celmembraan komen vijf soorten fosfolipiden voor: fosfatidylcholine, sfingomyeline, fosfatidylserine, fosfatidylinositol en fosfatidylethanolamine.